# 龐坦教堂站
龐坦教堂站（法語：Église de Pantin）是巴黎地鐵的一個車站，服務巴黎地鐵5號線。車站名稱來自於因其位於龐坦的聖日耳曼教堂附近。在1942年至1985年，龐坦教堂站曾經是五號線的起點站。

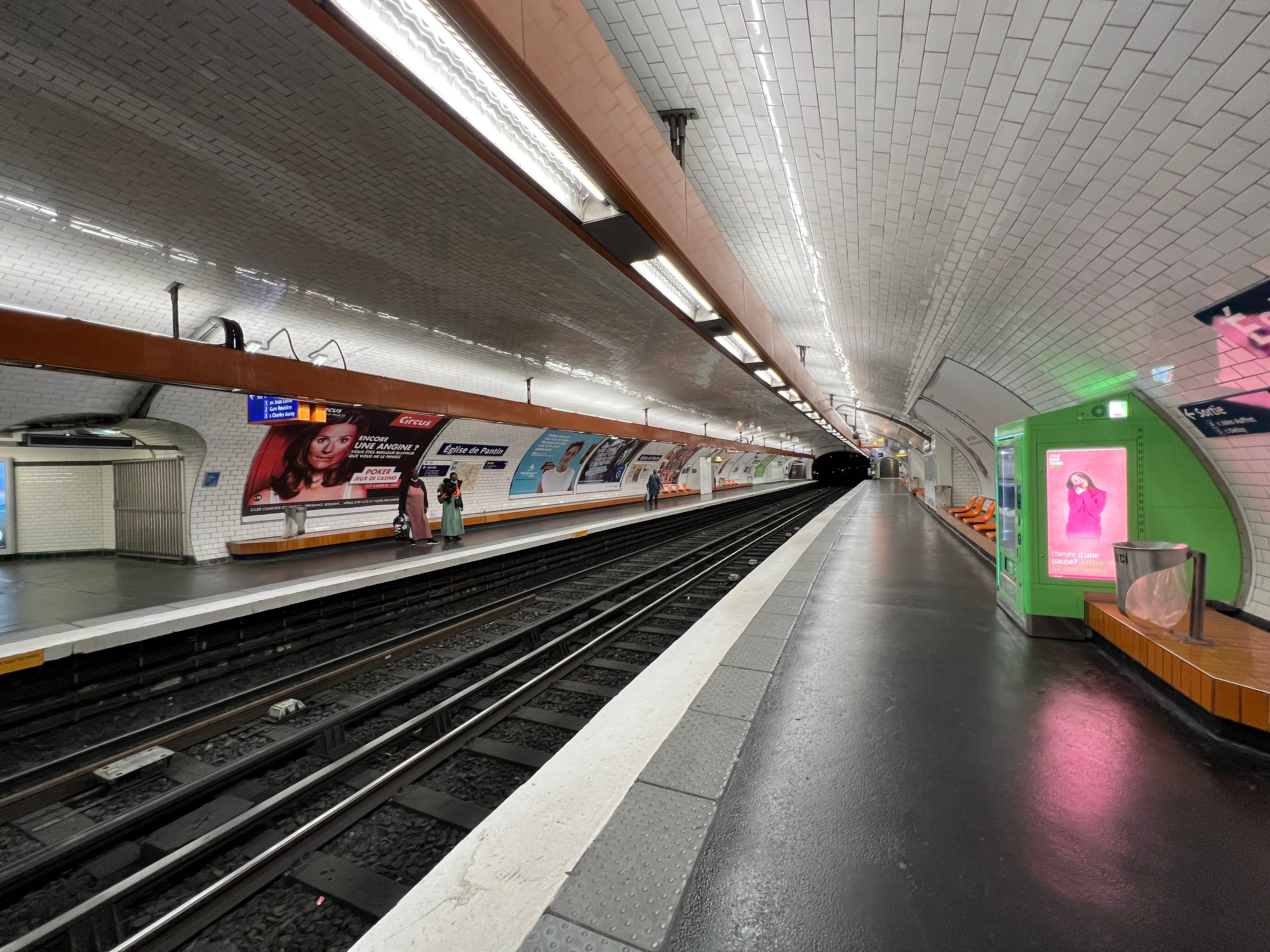
月台 (2022年4月)

## 車站結構
| 街道  |                    |                                                 |
| B1    | 夾層               |                                                 |
| 5號線 | 南行               | 往意大利廣場（奧什）                            |
| 5號線 | 島式月台，左側開門 |                                                 |
| 5號線 | 北行               | 往博比尼-巴勃羅·畢卡索（博比尼-龐坦-雷蒙·格諾） |